# 俺は待ってるぜ
『俺は待ってるぜ』（おれはまってるぜ）は、1957年に日活で製作されたアクション映画、蔵原惟繕の監督デビュー作品である。石原裕次郎主演、裕次郎のヒット曲である『俺は待ってるぜ』を映画化したもので、脚本は兄の石原慎太郎が担当した。

## キャスト
- 島木譲次 : 石原裕次郎
- 早枝子 : 北原三枝
- 柴田・兄 : 二谷英明
- 柴田・弟 : 波多野憲
- 内山 : 小杉勇
- 竹田 : 草薙幸二郎
- 移民局の事務員 : 館敬介
- ボーイ : 川村昌之
- るりこ : 藤代鮎子
- 警部補 : 植村謙二郎
- 柴田の乾分Ａ : 青木富夫
- 柴田の乾分Ｂ : 榎木兵衛
- 柴田の乾分Ｃ : 杉浦直樹
- 柴田の乾分Ｄ : 英原譲二
- 柴田の乾分Ｅ : 深江章喜
- 島木に殺される男 : 高瀬将敏

## スタッフ等
- 監督 : 蔵原惟繕
- 製作 : 水の江瀧子
- 撮影 : 高村倉太郎
- 音楽 : 佐藤勝
- 編集 : 鈴木晃
- 主題歌 : 俺は待ってるぜ : 石原裕次郎

## 映像ソフト
- 2002年9月27日に日活からDVDが発売された。